# Blumea eriantha
Blumea eriantha là một loài thực vật có hoa trong họ Cúc. Loài này được DC. mô tả khoa học đầu tiên năm 1834.